# Karel Černý
Karel Černý, indicato anche come Pavel Černý (1º febbraio 1910 – ...), è stato un calciatore cecoslovacco, di ruolo difensore.

## Carriera
Si mise in luce con lo Slavia nella Coppa Mitropa del 1938, nella cui semifinale contro il Genoa un suo fallo su Sergio Bertoni, appena guarito da un grave infortunio, scatenò una rissa che richiese l'intervento della polizia per essere sedata. Vinse il campionato cecoslovacco nel 1940, nel 1941 e nel 1942.